# Géographie de la Bourgogne

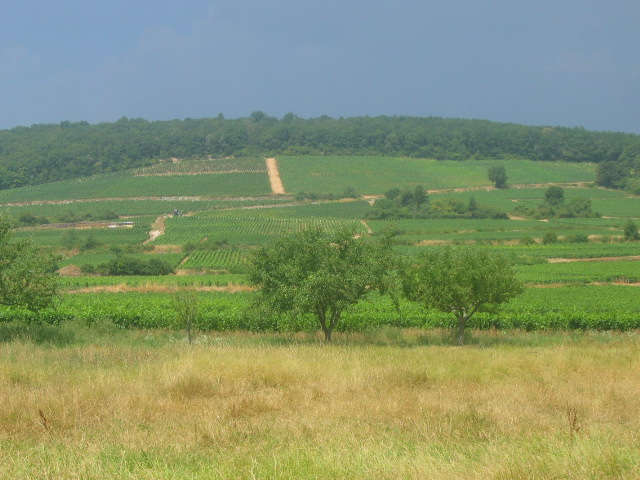
Paysage de la Côte : vignobles à Fixin (Côte-d'Or).

 (juin 2024).
À l'ouest, la basse Bourgogne est une région de plaines sédimentaires : elle englobe le Sénonais agricole et le pays d'Othe forestier, qui domine les vallées de l'Yonne et de l'Armançon.
À l'est, les pays de la Saône correspondent à des plaines d'effondrement couvertes de grasses prairies et de champs (blé, maïs, oléoprotéagineux, maraîchage). C'est là que l'on trouve la Bresse bourguignonne. 
Au nord, le Châtillonnais et le plateau de Langres.
Au centre, les plateaux bourguignons, calcaires, s'inclinent doucement vers le nord-ouest, mais s'abaissent brusquement vers le sud-est ; ils comprennent l'Auxerrois, plate-forme rocailleuse où s'est établie la vigne (Chablis), le Tonnerrois, d'altitude plus basse. Le carrefour dijonnais et la côte d'Or, dernier escarpement abrupt de la « Montagne », qui porte l'un des vignobles les plus fameux de France. Le Morvan, massif ancien forestier, est entouré de plaines argileuses où l'on pratique l'élevage, incisé par la dépression houillère de la Dheune-Bourbince.
Au sud enfin, le Mâconnais et le Clunisois, pays de polyculture, d'élevage, de forêts et de vignoble, se rejoignent pour former les contreforts nord du Massif central, et le Charolais, pays d'élevage bovins et de prairies, aux collines moins hautes, s'étend entre les monts du Beaujolais et la Loire.

## Géologie
Le sous-sol contient plusieurs ressources exploitées par l'Homme, notamment du minerai de fer et du charbon qui est abondamment exploité dans le sud-ouest avec les houillères de Blanzy formées de trois gisements principaux : Blanzy, Épinac et Decize, auxquels s'ajoutent le gisement du Sud Nivernais inexploité et des petits gisements exploités de façon plus artisanale comme celui de Sincey. Du schiste bitumineux est également extrait de façon industrielle dans la mine des Télots près d'Autun.

## Relief

Relief et hydrographie de la Bourgogne.

Il n'y a pas une mais des Bourgogne. Pays de relief modéré, la Bourgogne offre une gamme de formes liée à la diversité géologique. 
- Le Morvan[3] : la partie centrale de la Bourgogne comprend le massif du Morvan boisé et les plaines argileuses qui l'entourent : la Terre-Plaine au nord, l'Auxois à l'est, et, à l'ouest, le Bazois qui se raccorde au Nivernais et à la vallée de la Loire. Le Morvan, qui peut-être qualifié de montagne est un massif granitique ; le point culminant de la Bourgogne est le Haut-Folin à 901 m d'altitude. C'est dans la partie basse qui entoure le Morvan, près de Pouilly-en-Auxois, qu'est situé le « point triple » d'où les eaux partent vers la Manche, l'Atlantique et la Méditerranée.
- L'Autunois et le fossé de la Dheune-Bourbince au sud est du Morvan et de l'Auxois. Deux dépressions vont l'une vers la Loire (par l'Arroux et la Bourbince) et l'autre vers la Saône (Dheune). Au delà le paysage est une succession de massifs, de collines et constitue le Charolais, le Brionnais, le Clunisois et le Mâconnais (roche de Solutré).
- Le Seuil de Bourgogne, entre le Morvan et les Vosges est une voûte calcaire (sud-ouest à nord-est). Les abrupts rocheux des rebords de plateau dominent les vallées qui ont été creusées par les cours d’eau.
- Versant parisien : plateaux et côtes traversés par l'Yonne et la Seine : la côte de l'Avallonnais, la côte du Châtillonais, la côte du Tonnerrois, du vignoble de Chablis et de l'Auxerrois, la côte de la craie (ou de la Puisaye).
- Le Val de Loire est une plaine argilo-sableuse au sud de Nevers et constitue la Sologne bourbonnaise qui a facilité les voies de communication.
- Le Nivernais au nord-ouest de la Sologne bourbonnaise est constitué des plateaux du Nivernais et de dépressions. Il est le domaine de la forêt et des herbages (vallée des Nièvre : Nièvre d'Arzembouy et Nièvre ; Vaux de Montenoison ; La Machine).
- La plaine de la Saône est la seule grande plaine de la Bourgogne. Dans les marnes de Bresse, la Saône et ses affluents ont creusé des vallées. Bien que zone inondable, cette plaine a été une voie de circulation et parfois a eu la fonction de frontière. Les plaines de la Saône comprennent la plaine dijonnaise, le Pays-Bas (au sud de Dijon), le val de Saône (Auxonne), les plaines méridionales (confluent avec la Dheune) et la Bresse.

## Les petites régions naturelles de Bourgogne
Le périmètre des petites régions naturelles est issu de l'étude "Inventaire des Zones Humides de Bourgogne" élaborée en 1999 par la Cellule d'Application en Ecologie de l'Université de Bourgogne pour le compte de la Direction Régionale de l'Environnement de Bourgogne (DIREN).
Cette modélisation de la région Bourgogne en unités écologiques résulte : des données géologiques, des données géomorphologiques (relatives aux formes du relief, aux altitudes), des données pédologiques (nature et distribution des différents types de sols), Il s'agit donc d'une approche naturaliste.
Sont identifiées 40 petites régions : 
- le plateau forestier du Châtillonnais,
- le plateau nord bourguignon,
- le plateau bathonien du Châtillonnais,
- l'Arnétois,
- l'Arrière-Côte,
- la plaine de Mirebeau,
- le Haut-Auxois,
- le pays de Vandenesse-en-Auxois,
- le Duemois,
- la montagne nord-dijonnaise,
- la plaine de Saône,
- la vallée du Châtillonnais,
- les plaines de Beaune et de Chalon-sur-Saône,
- le vignoble de la côte des Nuits et de la côte de Beaune,
- la Bresse chalonnaise,
- la Bresse louhannaise,
- les terrasses chalonnaises,
- la montagne côte d'Orienne,
- le bassin de Blanzy-Le Creusot, l
- le bassin de Donzy-le-National et le fossé de la Guye,
- les contreforts du Revermont bourguignon,
- les monts du Mâconnais,
- le Sud-Maconnais,
- le Clunysois,
- le Haut-Charolais,
- le Charolais,
- le bassin de l'Arconce,
- le Brionnais et le Bas-Charolais,
- le Morvan oriental,
- le bassin d'Autun,
- le Morvan central,
- le Haut-Morvan,
- le pays de Luzy,
- les collines de l'Arroux,
- les collines d'Issy-l'Evêque,
- les Amognes,
- la forêt nivernaise,
- la montagne de l'Auxois,
- l'Auxois,
- le Chablisien et le Tonnerrois,
- la Puysaye orientale,
- le Gâtinais,
- la Champagne jovinienne,
- le pays d'Othe,
- les coteaux de Digoin,
- la vallée de la Dheune,
- le massif d'Uchon,
- le plateau d'Antully,
- la Sologne bourbonnaise,
- le plateau d'Argenteuil le Forterre,
- le plateau d'Etivey,
- la vallée nord-nivernaise,
- le plateau des noyers,
- le pays de Saulieu,
- le Morvan septentrional,
- le Vézelien, la vallée du Beuvron,
- le couloir charitois,
- le plateau nord-nivernais,
- les plaines inondables de la Saône et du Doubs,
- la vallée de Tilles,
- le bassin de la Machine,
- le Bazois,
- le horst de Saint-Saulge,
- le Morvan troué,
- les hautes terrasses,
- entre Loire et Allier.

## Hydrographie
- Seine
- Yonne
- Saône
- Arroux
- Loire
- Nièvre
- Doubs
- Canal du Centre
- Canal de Bourgogne

## Principales agglomérations
Si la région bourguignonne ne compte pas d'agglomération importante, c'est en partie parce qu'elle est sous l'influence de ses deux grandes voisines : Paris au nord et Lyon au sud.
Les principales agglomérations et leur population en 1999 :
- Dijon : 236 953 hab.
- Chalon-sur-Saône : 75 447 hab.
- Nevers : 57 515 hab.
- Mâcon : 46 624 hab.
- Auxerre : 40 945 hab.
- Sens : 26 961 hab.
- Beaune : 21 923 hab.